# Дерфлес-Есбах
Дерфлес-Есбах (нім. Dörfles-Esbach) — громада в Німеччині, розташована в землі Баварія. Підпорядковується адміністративному округу Верхня Франконія. Входить до складу району Кобург.
Площа — 3,83 км2. Населення становить 3551 ос. (станом на 31 грудня 2020).